# Xã Cottonwood, Quận Nance, Nebraska
Xã Cottonwood (tiếng Anh: Cottonwood Township) là một xã thuộc quận Nance, tiểu bang Nebraska, Hoa Kỳ. Năm 2010, dân số của xã này là 73 người.